# Shikabane Hime
Shikabane Hime (яп. 屍姫, しかばねひめ, кириліз.: Сікабане Хіме, укр. Принцеса мертвих) — манґа манґаки Акахіто Йосііті.
Манґа вперше з'явилась 12 квітня 2005 року в японському сьонен-журналі Monthly Shōnen Gangan видавництва Square Enix. На сьогодні серія нараховує 10 томів і виходить далі.
Студія GAINAX у співпраці зі студією Feel створили аніме-адаптацію серії. Прем'єра першого сезону відбулась 2 жовтня 2008 року на японському телеканалі AT-X. Остання серія першого сезону вийшла 25 грудня 2008 року. Прем'єра другого сезону відбулась 1 січня 2009 року на тому ж телеканалі. Остання серія другого сезону вийшла 26 березня 2009 року.
Аніме ліцензовано для показу в Північній Америці компанією Funimation Entertainment.

## Сюжет
15-річний Орі Каґамі виріс у храмовому притулку та звик бачити дивні речі. Але одного дня він побачив те, що змінило його уявлення про світ. Дух-охоронець в образі кішки привів Орі вночі в храм, де парубок став свідком таємного ритуалу воскресіння юної школярки, при цьому ченці називали молодого настоятеля цього храму Вартовим, а дівчину — Виконавцем. Завдяки цьому ритуалу Макіна Хошімура, яку вбили шікабане — «немертві», ходячі трупи — сама ожила та уклала з ченцями непорушний договір. Вона вбиває рівно 108 шікабане та після цього знаходить вічний спокій на небесах.
Так починається Червона хроніка Принцеси Мертвих, в якій Макіна бореться із зомбі, демонами, вампірами та іншою нечистю.
Орі, який вирішив покинути храм та вести спокійне життя, стикається з принцесою «за роботою» і розуміє, що пов'язаний з нею куди глибше, ніж хотілося б йому самому.